# 우용득
우용득(禹龍得, 1950년 2월 13일 ~ )은 대한민국의 전 야구 감독, 야구 해설가이다. 현역 시절 포지션은 포수였다.
대구에서 태어나 대구상업고등학교를 졸업하고 실업 야구 팀 한일은행에서 선수 생활을 했으며, 1970년대 국가대표 포수였다. 1981년 선수 생활을 은퇴하고 한일은행 코치로 있다가, 1982년 KBO 리그의 출범과 함께 연고 팀 삼성 라이온즈의 코치진에 합류하였다. 코치라고는 했지만, 그 당시에 워낙 젊었기 때문에 1983년까지 종종 선수를 겸하여 출전하기도 했다.
그 이후, 1988년 4월 1일부터 2년 계약 형식으로 MBC 청룡에서 타격코치를 맡은 것을 제외하고 계속 삼성 라이온즈에서 코치로 재직했다.
1992 시즌 후 김성근이 물러나자, 김성근의 후임으로 삼성 라이온즈의 감독이 됐다. 감독이 되자 세대교체에 힘써서 노장 선수들을 정리하고 젊은 선수들로 체질을 개선했다. 1993년 정규 시즌을 2위로 마치고 1993년에서 숙명의 라이벌 해태 타이거즈와 접전을 벌여 2차전 승리 뒤 초반에 2승 1패로 앞서 나갔으나, 젊은 선수들의 경험 부족 뿐 아니라 6월 트레이드로 영입한 후 주전포수를 맡았던 박선일이 플레이오프 3차전에서 1루에 슬라이딩하다가 손 부상을 당해 남은 시즌을 마감한 탓인지 4차전 승리 뒤   3연패를 당해 우승에 실패하였다.
게다가, 1994년과 1995년에는 간판급 선수들의 부상 뿐 아니라 개인주의가 선수단에 전염되면서 팀 분위기가 흐트러져 내리 5위로 시즌을 마감하여 1995년을 끝으로 3년 계약이 만료되자 삼성의 감독직에서 해임된 후 백인천에게 넘겼다.
이후 롯데 자이언츠의 2군 감독을 지내다가, 2001년 7월 24일에 김명성 감독이 급사하자 감독 대행을 맡아 남은 시즌을 이끌었다. 2002년 시즌을 맞아 7년 만에 정식 감독으로 복귀하나, 투자에 소극적인 구단과 타선을 이끌었던 호세의 2중 계약 파문 등 어수선한 팀 분위기 때문에 최하위를 전전하고 16연패를 당하기도 하면서 그 해 6월에 백인천에게 자리를 넘기고 해임되었다.
이후 신문의 야구 컬럼을 쓰기도 하고 야구 해설가 등을 맡고 있다가, 2009년 삼성 라이온즈의 스카우트 팀에 합류하여 복귀했다.
본래 투수였던 이승엽, 이대호를 타자로 전향시켜 훗날 팀 타선의 핵심으로 발돋움하게 한 사람이다.

## 출신학교
- 달성초등학교
- 대구중학교
- 대구상업고등학교

## 통산 기록

### 프로 야구
| 연도   | 소속  | 타율  | 경기 | 타수 | 안타 | 2루타 | 3루타 | 홈런 | 타점 | 득점 | 도루 | 4사구 | 삼진 | 병살타 | 희생타 | 장타율 |
| ------ | ----- | ----- | ---- | ---- | ---- | ----- | ----- | ---- | ---- | ---- | ---- | ----- | ---- | ------ | ------ | ------ |
| 1983년 | 삼성  | 0.111 | 14   | 18   | 2    | 0     | 0     | 0    | 1    | 0    | 0    | 2     | 5    | 0      | 0      | 0.111  |
| 통산   | 1시즌 | 0.111 | 14   | 18   | 2    | 0     | 0     | 0    | 1    | 0    | 0    | 2     | 5    | 0      | 0      | 0.111  |